# Christian Ingrao
Pour les articles homonymes, voir Ingrao.
Christian Ingrao, né le 13 juin 1970 à Clermont-Ferrand, est un historien français, directeur de recherche au CNRS au sein du  Centre d'études sociologiques et politiques Raymond Aron (CESPRA) de l'École des hautes études en sciences sociales de Paris.
Spécialiste de l’histoire du nazisme et de la violence de guerre, il se consacre à l'histoire culturelle du militantisme nazi et aux pratiques de violence allemandes, notamment sur le front de l'Est. Il est directeur de l’Institut d'histoire du temps présent de 2008 à 2013.

## Biographie

### Origines et formation
D'une famille d'Auvergne, il a fait ses études au lycée Ambroise-Brugière. Il poursuit ses études à l'université Clermont-Ferrand-II et à l'université Paris-Sorbonne. Il est agrégé (1995) et soutient en 2001 une thèse de doctorat en histoire intitulée « Les intellectuels SS du SD, 1900-1945 », à l’université de Picardie, sous la direction de Stéphane Audoin-Rouzeau et de Gerhard Hirschfeld. Il présente un mémoire d'habilitation universitaire en 2016.

### Carrière
De 2001 à 2004, il effectue une recherche postdoctorale à la Hamburger Stiftung zur Förderung von Wissenschaft und Kultur. Chercheur associé à l’IHTP, il est coresponsable et coordinateur scientifique du groupe de travail « Violence de guerre, approches comparées sur le XXe siècle » (Historial de la Grande Guerre/IHTP) et coordinateur en France du projet « Borderlands. Identity, ethnicity and violence in the Shatter zone of Empires 1848-1945 » (en collaboration avec l'université Brown, l'université du Minnesota, l'université Stanford et le Simon-Dubnow-Institut (de) à Leipzig). Il poursuit ses travaux au Hamburger Institut für Sozialforschung (de) avec un projet : « Vers une histoire culturelle de la violence nazie. Le cas de la politique de lutte contre les partisans. Fronts de l’Est (Pologne, URSS, Balkans) 1939-1945 ».
De 2005 à 2008, il est chargé de recherche au CNRS, directeur-adjoint de l’Institut d'histoire du temps présent et maître de conférences à l’IEP de Paris.
En juin 2008, il succède à Fabrice d'Almeida en tant que directeur de l’Institut d’histoire du temps présent. À la fin de ce mandat, en décembre 2013, il est remplacé par Christian Delage.
Il participe à plusieurs documentaires, dont Einsatzgruppen : les commandos de la mort (Michaël Prazan, 2009), Jusqu'au dernier : la destruction des juifs d'Europe (William Karel et Blanche Finger, 2014) ou encore Les Tribunaux d'Hitler (Jean-Marie Barrere et Marie-Pierre Camus, 2023).

## Publications

### Ouvrages
- Les chasseurs noirs - Essai sur la Sondereinheit Dirlewanger[4],[5], Paris, Éditions Perrin, 2006.
  - (Traduction en anglais) The SS Dirlewanger Brigade: The History of the Black Hunters, traduction du français par Phoebe Green, Skyhorse publishing, 2011, 272 p.
  - (Traduction en polonais) Czarni mysliwi Brygada Dirlewangera, Czarne, 2011, 304 p.
  - (Traduction en tchèque) Černí lovci: dosud neodhalené zločiny speciální bojové jednotky SS Dirlewanger, Víkend, 2009, 252 p.
- Croire et détruire : les intellectuels dans la machine de guerre SS, Paris, Fayard, 2010[6].
  - (Traduction en allemand) Hitlers Elite: die Wegbereiter des nationalsozialistischen Massenmords, traduction du français par Enrico Heinemann et Ursel Schäfer, Bundeszentrale für Politische Bildung, Bonn, 2012, 569 p.[7],[8]
  - (Traduction en italien) Credere, distruggere. Gli intellettuali delle SS, Einaudi, 2012, 408 p.
  - (Traduction en anglais) Believe and Destroy: Intellectuals in the SS War Machine, Polity, 2013, 432 p
  - (Traduction en portugais) Crer e destruir. Os intelectuais na maquina de guerra da SS nazista, traduction du français par André Telles, Zahar, 2015, 480 p.
  - (Traduction en espagnol) Creer y destruir. Los intelectuales en la máquina de guerra de las SS, traduction du français par José Ramón Monreal. Acantilado, 2017, 624 p.
- Le nazisme et la guerre, Reims, Éditions Le clou dans le fer, 2011.
- La promesse de l'Est - Espérance nazie et génocide (1939-1943)[9],[10],[11], Paris, éditions du Seuil, 2016.
  - The Promise of the East: Nazi Hopes and Genocide, 1939-43, traduction en anglais d'Andrew Brown, Polity Press, 2018, 320 p.
- Hitler, avec Johann Chapoutot, Paris, PUF, 2018, 212 p.[12],[13]
- Les urgences d'un historien[14], avec Philippe Petit, Paris, éditions du Cerf, 2019, 136 p.
- Le Soleil noir du paroxysme, Paris, Odile Jacob, 2021, 312 p.[15],[16]
- Le monde nazi : 1919-1945, avec Johann Chapoutot et Nicolas Patin, Paris, Tallandier, 2024, 640 p.

### Participations
- Dossier historique sur les malgré-nous dans la bande dessinée Le Voyage de Marcel Grob[17], Futuropolis, 2019
- Participation à l'ouvrage dirigé par Xavier Delacroix, L'Autre siècle[18], Fayard, 2018.
- Participation à l’ouvrage dirigé par Nicolas Beaupré et Florian Louis, Histoire mondiale du XXe siècle, PUF, 2022